# Arthur G. Crane
Arthur Griswold Crane (* 1. September 1877 in Davenport Center, Delaware County, New York; † 11. August 1955) war ein US-amerikanischer Politiker (Republikanische Partei), der von 1949 bis 1951 als kommissarischer  Gouverneur des Bundesstaates Wyoming amtierte.

## Werdegang
Crane machte am Carleton College in Northfield, Minnesota seinen Bachelor of Science und an der Columbia University seinen Master sowie PhD. Dann war er Superintendent of Schools und Präsident der State Normal School in Minot, North Dakota. Während des Ersten Weltkrieges war er als Major im Army Sanitary Corps tätig und verfasste einen Band mit dem Titel The Official Medical History of the War, das sich mit der Rehabilitation und der beruflichen Ausbildung von Soldaten beschäftigte. 1922 wurde er zum Präsidenten der University of Wyoming ernannt, was er bis 1941 blieb. Dann wurde er 1939 Präsident der National Association of State Universities.
Crane gewann 1946 die Wahl zum Secretary of State von Wyoming und führte, nachdem Gouverneur Lester C. Hunt zurückgetreten war, dessen Amtsgeschäfte als kommissarischer Gouverneur weiter. Während seiner kurzen Amtszeit förderte er den Bau des Wyoming Home and Hospital für Alte. Nach dem Ende seiner Amtszeit als kommissarischer Gouverneur zog er sich aus dem öffentlichen Leben zurück.